# NGC 1714
NGC 1714 (również ESO 85-EN8) – gromada otwarta powiązana z mgławicą emisyjną, znajdująca się w gwiazdozbiorze Złotej Ryby. Należy do Wielkiego Obłoku Magellana. Odkrył ją John Herschel 2 listopada 1834 roku.